# Alejandro Mayorga
Manuel Alejandro Mayorga Almaráz (Durango, 29 maggio 1997) è un calciatore messicano, difensore del Necaxa.

## Caratteristiche tecniche
È un terzino sinistro.

## Carriera

### Club
Ha giocato nella prima divisione messicana.

### Nazionale
Nel 2017 con la nazionale Under-20 messicana ha preso parte al campionato nordamericano Under-20 ed al Mondiale Under-20.

## Palmarès

### Club
- CONCACAF Champions League: 1

Guadalajara: 2018

### Individuale
- Squadra della stagione della CONCACAF Champions League: 1

2018